# عبد العزيز السويلم (لاعب كرة قدم مواليد 1991)
عبد العزيز السويلم (مواليد 23 أغسطس 1991) هو لاعب كرة قدم سعودي يلعب حاليًا في نادي الوشم.
كانت بداياته مع نادي الهلال و لعب بعدها مع نادي المجزل و نادي الوشم.

## وصلات خارجية
- عبد العزيز السويلم